# Чемпионат СССР по классической борьбе 1987
56-й Чемпионат СССР по классической борьбе проходил в Омске с 22 по 25 января 1987 года.

## Медалисты
| Весовая категория   | Золото                                         | Серебро                                           | Бронза                                            |
| ------------------- | ---------------------------------------------- | ------------------------------------------------- | ------------------------------------------------- |
| Наилегчайший вес    | Сергей Суворов Вооружённые Силы (Омск)         | Олег Кучеренко «Трудовые резервы» (Ворошиловград) | Николай Парфёнов «Динамо» (Тюмень)                |
| Легчайший вес       | Анатолий Романюк «Трудовые резервы» (Николаев) | Владимир Остроумов Вооружённые Силы (Москва)      | Андрей Калашников Профсоюзы (Киев)                |
| Полулёгкий вес      | Сергей Забейворота Профсоюзы (Ростов-на-Дону)  | Николай Самсонов «Динамо» (Ульяновск)             | Тимержан Калимуллин «Динамо» (Омск)               |
| Лёгкий вес          | Камал Мусаев «Динамо» (Ростов-на-Дону)         | Камандар Маджидов Профсоюзы (Минск)               | Василий Возный «Трудовые резервы» (Ворошиловград) |
| 1-й полусредний вес | Николай Коваленко «Динамо» (Омск)              | Мнацакан Искандарян Вооружённые Силы (Ереван)     | Аслаудин Абаев «Динамо» (Грозный)                 |
| 2-й полусредний вес | Даулет Турлыханов Вооружённые Силы (Алма-Ата)  | Магомедрасул Батталов Профсоюзы (Уфа)             | Александр Кондрацкий «Динамо» (Киев)              |
| 1-й средний вес     | Михаил Мамиашвили «Динамо» (Москва)            | Виктор Малов «Динамо» (Москва)                    | Сергей Насевич Профсоюзы (Ростов-на-Дону)         |
| 2-й средний вес     | Владимир Попов Вооружённые Силы (Омск)         | Тенгиз Тедорадзе Вооружённые Силы (Тбилиси)       | Заури Иваношвили Вооружённые Силы (Тбилиси)       |
| Полутяжёлый вес     | Игорь Каныгин «Динамо» (Витебск)               | Гурам Гедехаури Профсоюзы (Тбилиси)               | Роман Белкин Профсоюзы (Курган)                   |
| Тяжёлый вес         | Игорь Ростороцкий «Динамо» (Караганда)         | Александр Карелин «Динамо» (Новосибирск)          | Николай Макаренко Вооружённые Силы (Киев)         |